# Carlos Latuff
Carlos Latuff, né le 30 novembre 1968 à Rio de Janeiro, est un dessinateur brésilien, auteur de caricatures politiques.

## Biographie
Carlos Latuff est né à São Cristóvão, un quartier central de Rio de Janeiro. Il est le fils d'une femme au foyer et d'un fonctionnaire. Son grand-père, que Carlos Latuff n'a jamais connu, était libanais.
À 14 ans, Latuff quitte l'école puis travaille comme commis subalterne dans une banque, dans une entreprise de fournitures orthopédiques et comme assistant de bureau dans une maison d'édition où il est artiste professionnel dans la production d'autocollants.
À partir de 1989, il travaille pour une agence de publicité et en 1990 pour des journaux syndicaux. Selon ses propres mots, son premier travail politique date de 1998 sur le soulèvement zapatiste.
Carlos Latuff est orienté politiquement à gauche, et collabore à divers journaux brésiliens, fournissant également des dessins à des organisations syndicales,. 
En dehors du Brésil, il est principalement connu pour ses dessins — dont un certain nombre sont publiés sur internet avec une licence libre — majoritairement consacrés au conflit israélo-palestinien, après un voyage en Cisjordanie où il est invité par l'Organisation Palestinian Centre for Peace and Democracy en 1999. En 2009, il visite aussi les camps de réfugiés palestiniens en Jordanie et au Liban, des endroits qu'il trouve très similaires aux favelas brésiliens.
Son angle de vue est pro-palestinien et anti-israélien, et il considère la situation internationale sous un angle anti-américain. 
Carlos Latuff a remporté en 2006, ex aequo avec la Française Chard, le second prix du Concours international de caricatures sur l'Holocauste organisé à Téhéran,. Le ton de certains de ses dessins a suscité la controverse à plusieurs reprises, notamment avec l'avocat et éditorialiste américain Alan Dershowitz, que Carlos Latuff a représenté en train de se masturber devant des images de civils libanais tués durant le conflit israélo-libanais de 2006,.
Héros de la « liberté d'expression » dans le monde arabe, Carlos Latuff a fait l'objet d'accusations d'antisémitisme, ce que lui-même conteste, se déclarant opposé à la politique d'Israël et non aux Juifs en tant que tels. Joël Kotek et Dan Kotek, auteurs de Au nom de l'antisionisme — une étude sur l'image des Juifs et d'Israël dans la caricature depuis la seconde intifada — considèrent que Latuff, qui reprend à leurs yeux les clichés antisémites des Juifs en tant que tueurs d'enfants, est « sans aucun doute » judéophobe et qu'en opposant la souffrance des Palestiniens et la barbarie des soldats israéliens, que ses dessins présentent comme des assassins, il réussit « la gageure d'être à la fois antiraciste et antisémite ». Pour les auteurs, la particularité de Latuff tient moins à son antisémitisme, qui est partagé par d'autres à gauche, qu'au fait que ses dessins soient largement diffusés par certains médias et sites web « progressistes » comme Indymedia. Il reconnaît que Internet est son meilleur allié.
À la demande des militants égyptiens, il fournit gracieusement aux manifestants de la place Tahrir des dessins qui ont un grand succès et sont largement utilisés dans la guerre des idées lors de la révolution égyptienne de 2011.

## Galerie

Caricatures de Carlos Latuff
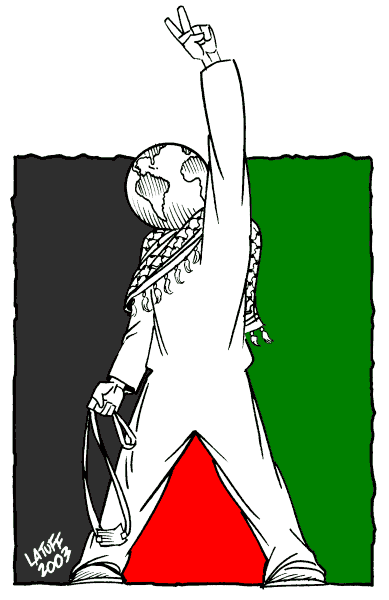
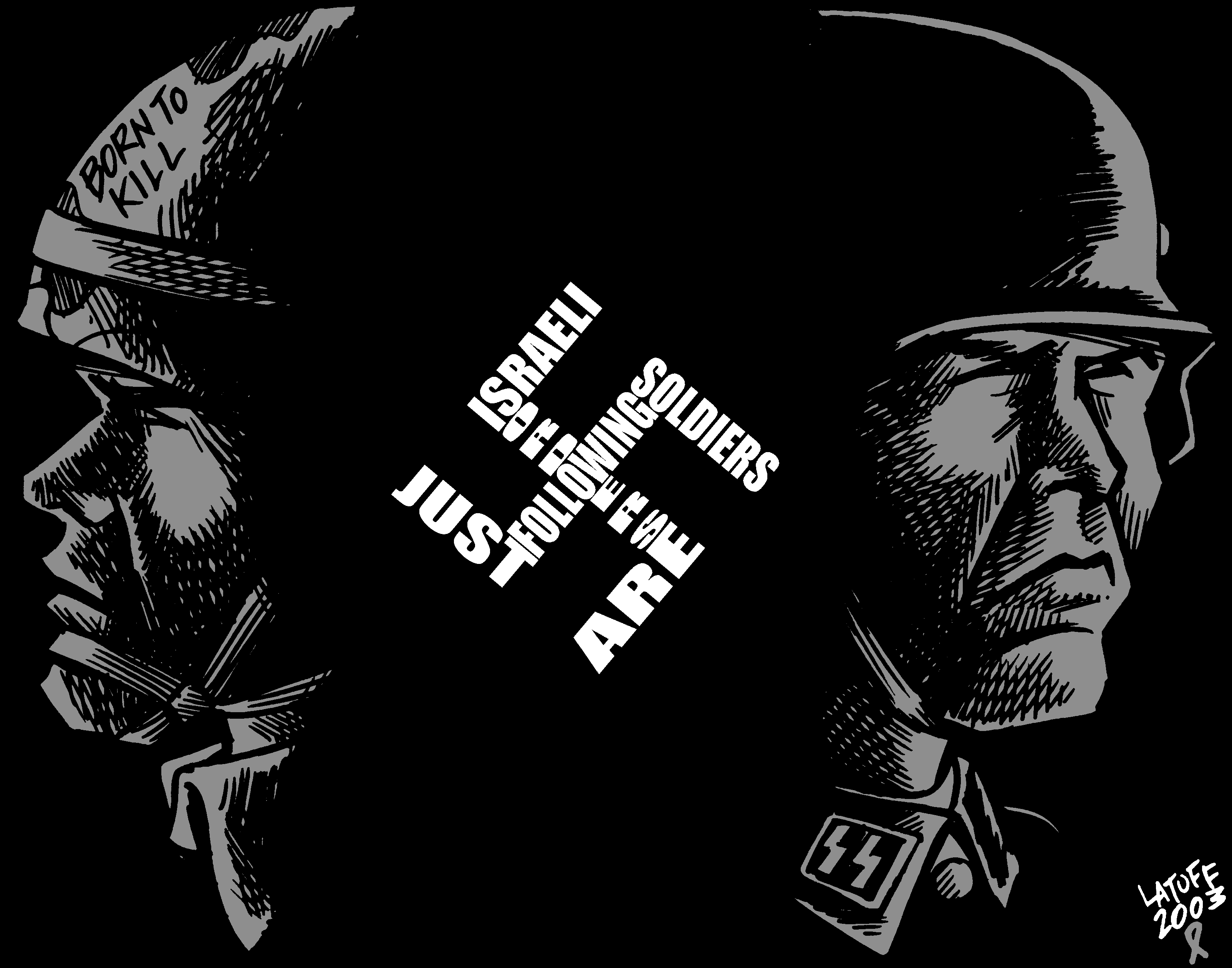
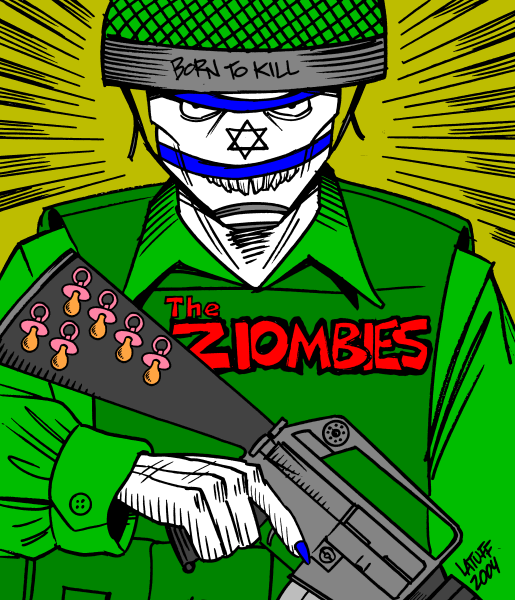
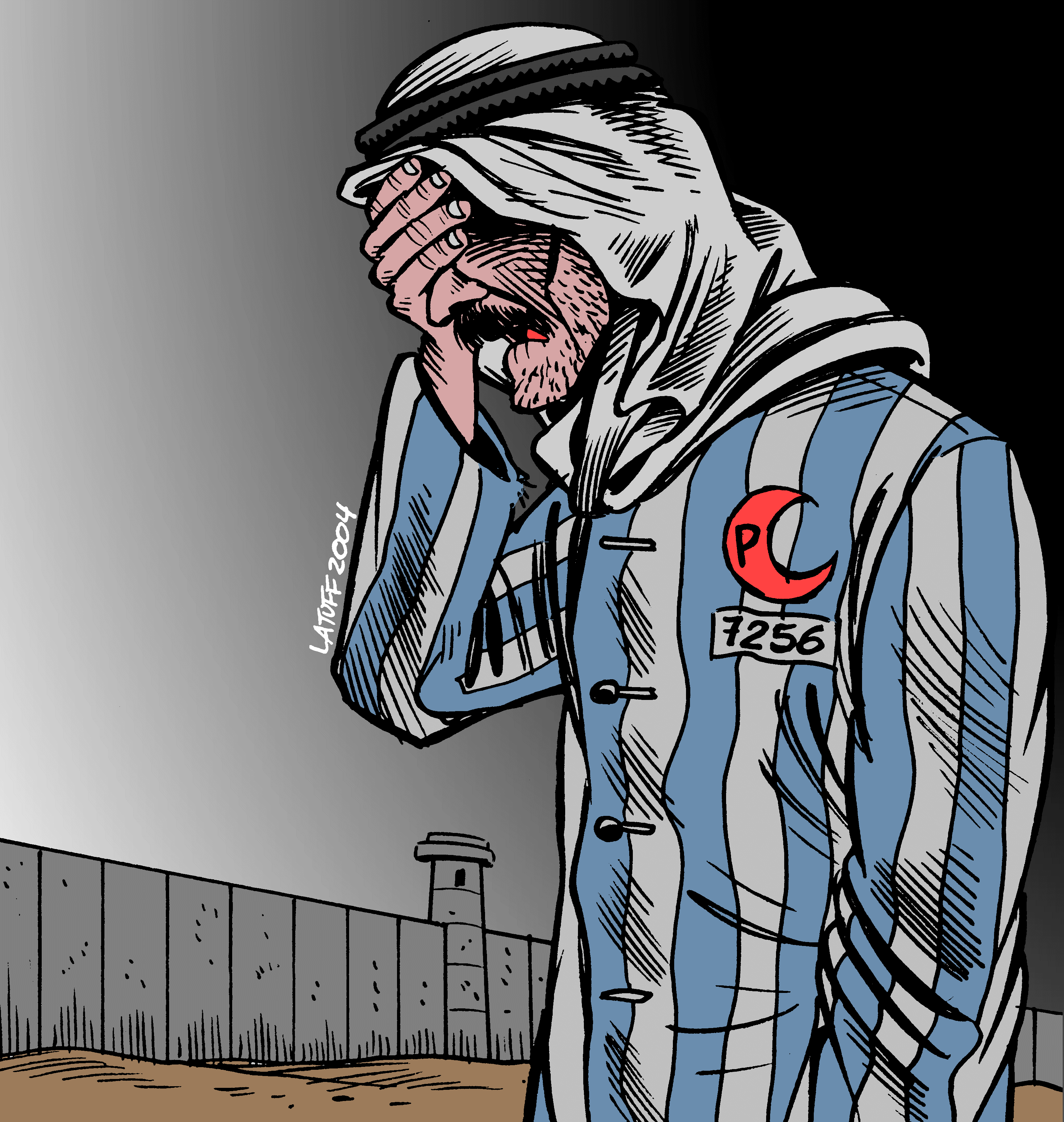
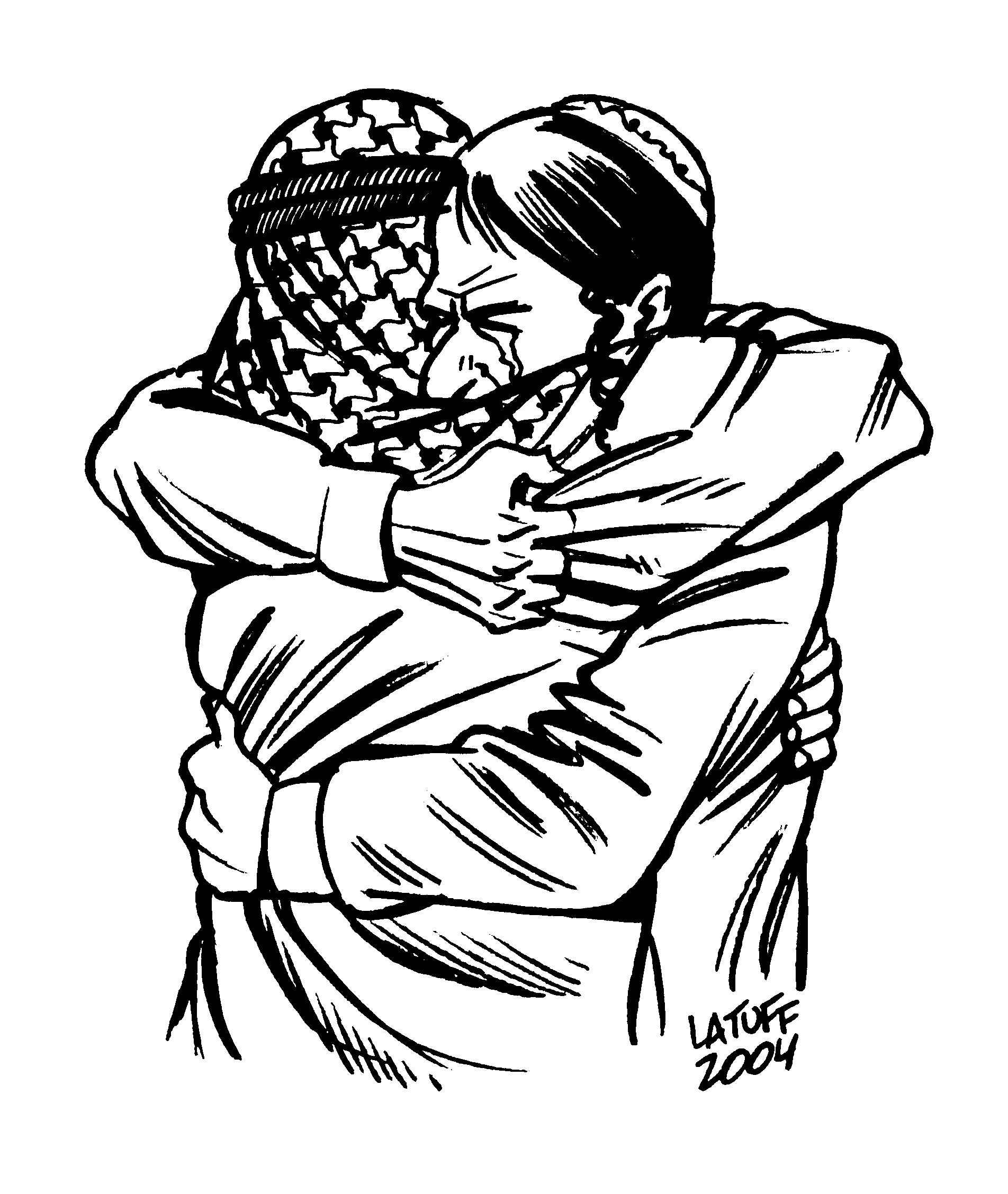
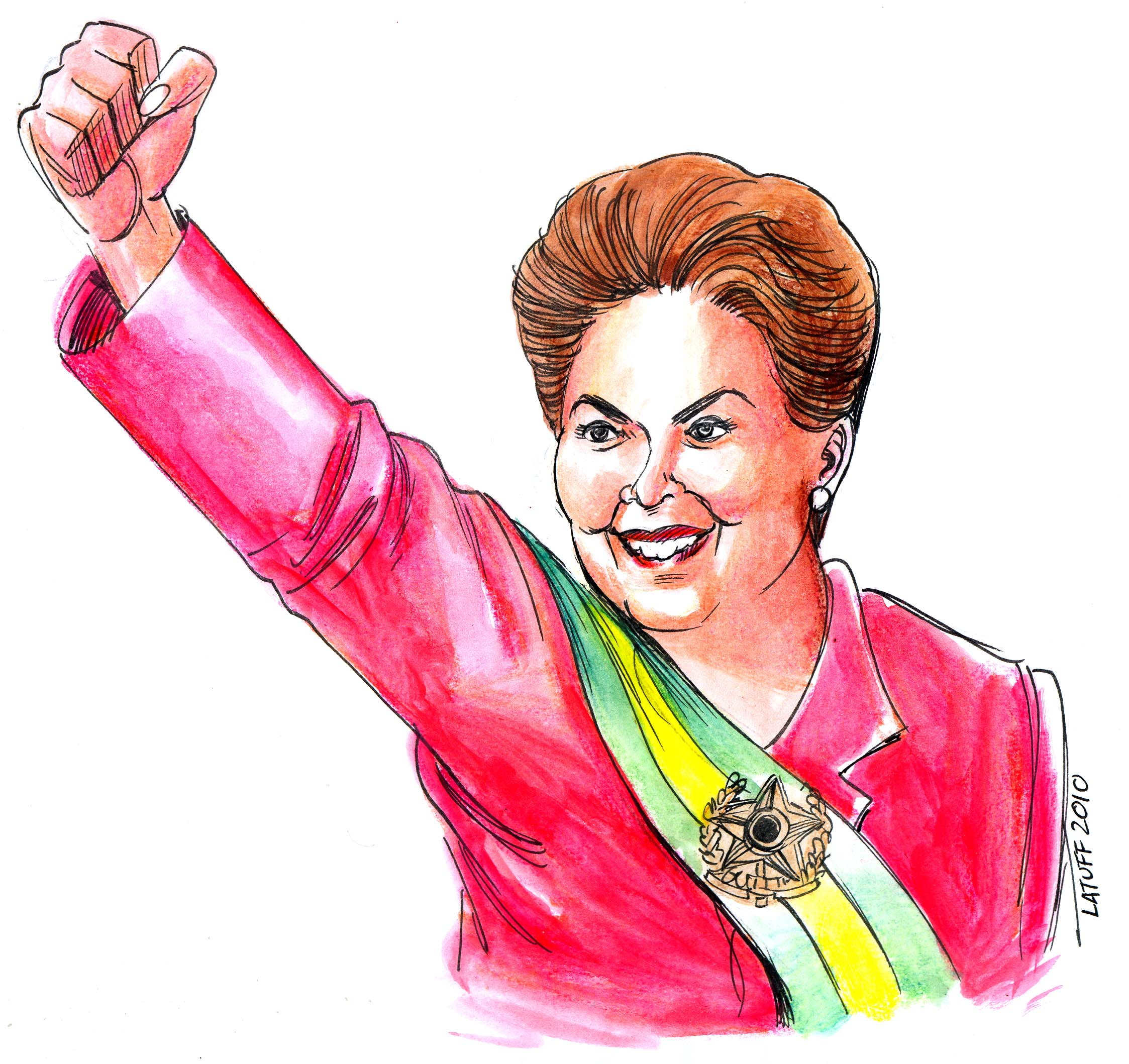
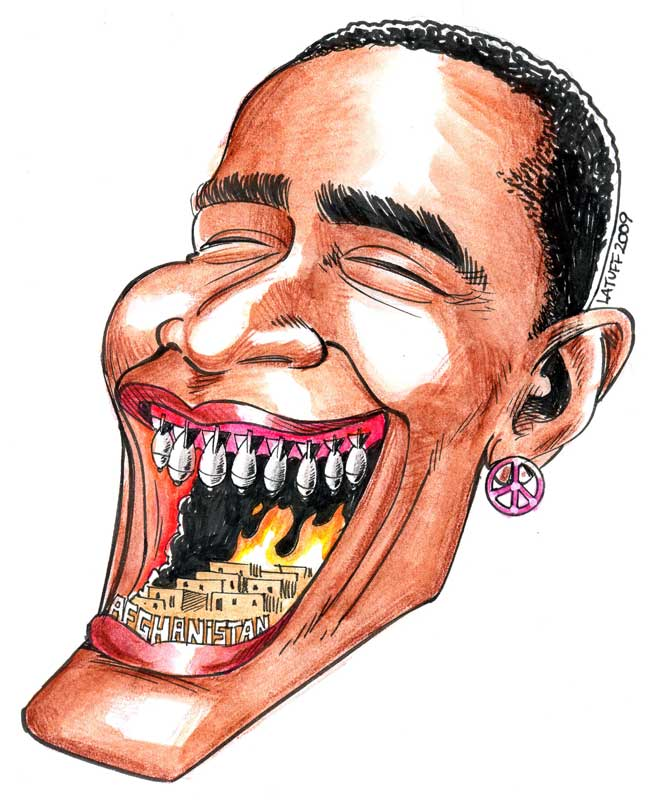
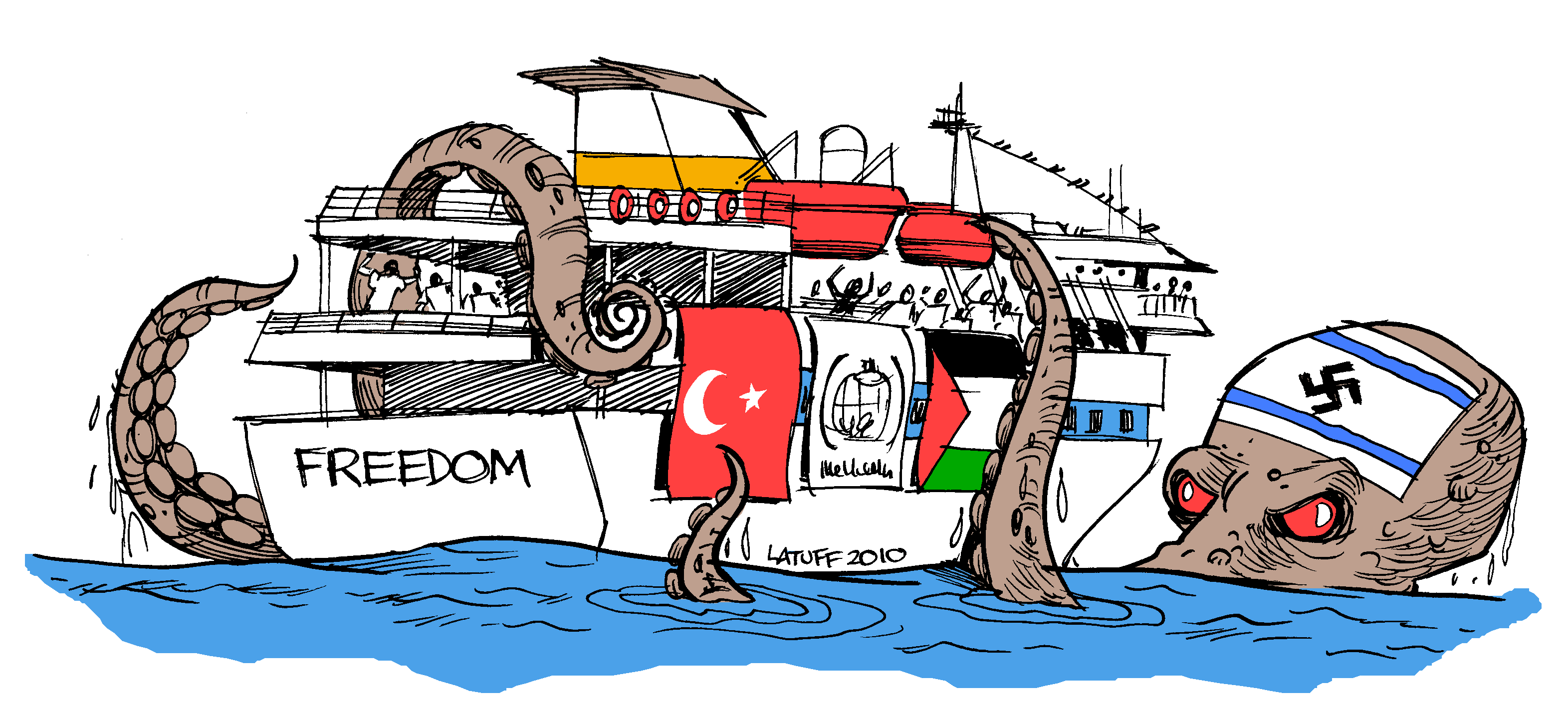
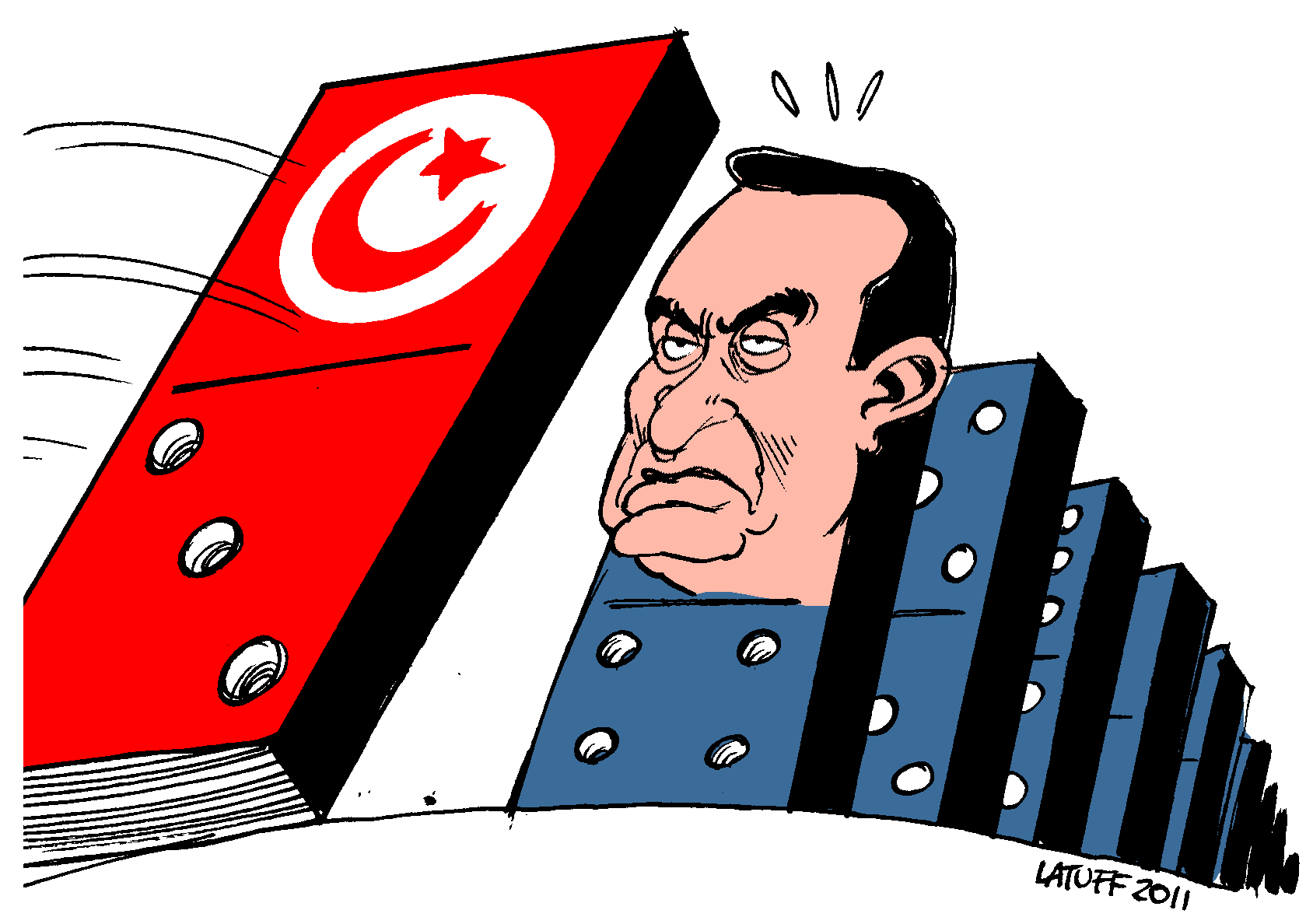